# Selaginella apus
Selaginella apus là một loài dương xỉ trong họ Selaginellaceae. Loài này được L. Spring mô tả khoa học đầu tiên năm 1840.